# Hospital West End
El Hospital West End (en inglés: West End Hospital) es un centro de salud privado de 40 camas en Kumasi, Ghana. Se le conoce popularmente como el "Hospital de Kwakye-Maafo" por los servicios en la fertilidad, obstetricia y ginecología de su fundador, el Dr. JK Kwakye-Maafo un médico y un expresidente de la Asociación Médica de Ghana.
El Hospital de West End (lleva el nombre de la famosa KLINIKUM WESTEND en Berlín Occidental, Alemania) se creó en 1978 como una clínica, en 1985 se había convertido en un hospital que proporciona diversos servicios de hospitalización y servicios ambulatorios a la localidad de Kumasi en la región de Ashanti de Ghana.